# Roland Fraïssé
Roland Fraïssé (francês: [ʁɔlɑ̃  fʁajse]; Bressuire, 12 de março de 1920 – Marselha, 30 de março de 2008) foi um lógico matemático francês.
Fraïssé obteve um doutorado na Universidade de Paris em 1953. Em sua tese, Fraïssé usou o método do vai-e-vem (back-and-forth method) para determinar se duas estruturas de modelos teóricos são equivalentes elementares. Este método de determinar equivalência elementar foi depois formulado como jogo de Ehrenfeucht–Fraïssé. Fraïssé trabalhou primariamente com teoria das relações. Outro de seu trabalhos fundamentais foi a construção de Fraïssé de um limite de Fraïssé de estruturas finitas. Ele também formulou a conjectura de Fraïssé sobre o embutimentos de ordem, e introduziu a noção de compensador em conjuntos parcialmente ordenados.
Passou a maior parte de sua carreira como professor na Universidade de Provence Aix-Marseille, França.

## Publicações selecionadas
- Sur quelques classifications des systèmes de relations, thesis, University of Paris, 1953; published in Publications Scientifiques de l'Université d'Alger, series A 1 (1954), 35–182.
- Cours de logique mathématique, Paris: Gauthier-Villars Éditeur, 1967; second edition, 3 vols., 1971–1975; tr. into English and ed. by David Louvish as Course of Mathematical Logic, 2 vols., Dordrecht: Reidel, 1973–1974.
- Theory of relations, tr. into English by P. Clote, Amsterdam: North-Holland, 1986; rev. ed. 2000.